# Саллом-Во (нефтяной терминал)

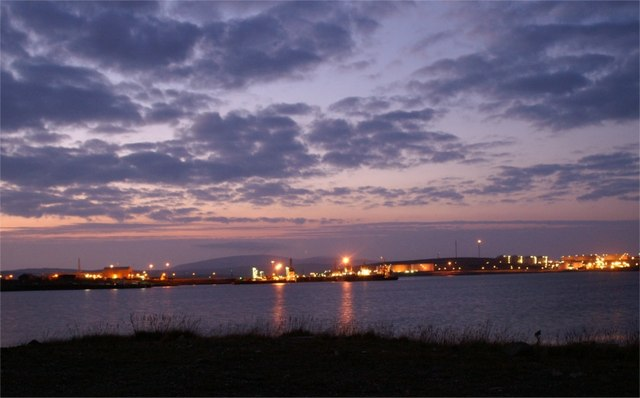
Нефтяной терминал «Саллом-Во».

«Саллом-Во» (англ. Sullom Voe Terminal) — нефтяной терминал в северной части острова Мейнленд в архипелаге Шетландских островов, Шотландия.
Терминал расположен у восточного берега бухты Саллом-Во (окончанием -во, англ. -voe на островах обозначают "узкий залив") в проливе Йелл-Саунд.

## История
Судно «TEV Rangatira» (1971) в 1978 году прибыло в Саллом-Во и до окончания строительства терминала служило плавучим бараком для строителей.
5 ноября 1988 года танкер «Odyssey» загруженный нефтью покинул[значимость факта?] Саллом-Во и направлялся в Канаду. 10 ноября судно потерпело крушение в 1 300 километрах от канадского берега. На месте крушения образовалось пятно три на десять километров. В результате спасательных работ никто из членов экипажа не был найден.

## Инфраструктура

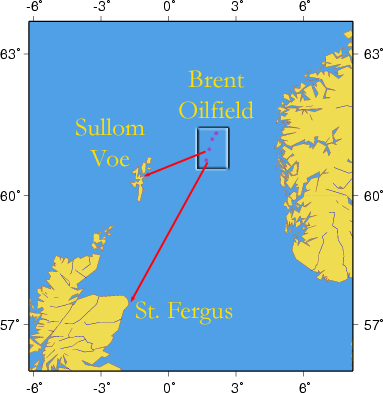
Нефтяное месторождение Брент.

Нефть, добываемая в бассейне «East Shetland Basin», в таких месторождениях как «Magnus oilfield», «Tern oilfield» и других, поступает в терминал «Саллом-Во» по системам трубопроводов «Brent System» и «Ninian pipeline». Нефть, добываемая в Северной Атлантике, в месторождении «Schiehallion oilfield», транспортируется танкером-челноком «Loch Rannoch». Танкер управляется компанией «BP Shipping». Природный газ, добываемый в Северной Атлантике, в месторождении «Foinaven oilfield» поступает в терминал по системе трубопроводов «West of Shetland pipeline».
Нефть в порту в бухте Саллом-Во загружается в танкеры для дальнейшей транспортировки. Нефтяной терминал находится под управлением компании BP Exploration Operating Company Ltd . Порт в бухте Саллом-Во принадлежит и управляется специальным органом «Sullom Voe Harbour Authority» Совета Шетландских островов.
C 1980 года по 1990 год нефть, получаемая на терминале Саллом-Во, образовывала маркерный сорт Brent, позже к ней была добавлена смесь, добываемая в системе Ninian.
Аэропорт Скатста находится в трёх километрах южнее терминала.
В километре юго-восточнее терминала проходит автодорога «B9076» (Тофт — аэропорт Скатста — Брэй), которая связывает его с дорогами «A968» и «A970».

## Персоналии
- Ричард Пайк (1950—2011) — британский учёный, инженер, исполнительный директор «Royal Society of Chemistry» в 2006—2011 годах. Работал техническим менеджером в «Саллом-Во»[9].

## Фильмография
Короткометражный документальный фильм «The Shetland Experience» (1977) режиссёра Дерека Уильямса рассказывает о постройке нефтяного терминала «Саллом-Во». В 1978 году фильм номинирован на «Оскар» в категории лучший документальный короткометражный фильм.